# Hedcitronbi
Hedcitronbi (Hylaeus incongruus) är en biart som beskrevs av Förster 1871. Hedcitronbi ingår i släktet citronbin, och familjen korttungebin.

## Taxonomi
Tidigare betraktades denna art som enbart en nordlig form av Hylaeus gibbus, och arten med det svenska trivialnamnet "hedcitronbi" betraktades som den arten (det vill säga, den hade Hylaeus gibbus som vetenskapligt namn). Arten har även betraktats som en underart till Hylaeus confusus. År 2011 strukturerade emellertid två tjeckiska forskare upp Hylaeus gibbus-komplexet i fyra arter, främst på grund av deras morfologi: Hylaeus confusus, Hylaeus pictus, Hylaeus gibbus och Hylaeus incongruus. Dessa arter har funnits tidigare, men gränserna mellan dem har varit mycket vaga, dessutom har det funnits oenighet om vilka som skulle betraktas som goda arter, och vilka som sågs som underarter eller geografiska former. De allra flesta forskare har accepterat det synsättet.

## Beskrivning
Hedcitronbiet är ett kraftigt bi, särskilt honan, med svart grundfärg och gulaktiga markeringar i ansiktet. Honan har ganska begränsade gula fält, främst fläckar på sidorna av ansiktet, även om de kan bli ganska stora. Hanen, å andra sidan, har en stor mask som består av sidofläckarna, munskölden, överläppen, käkarna och pannan. Arten kan ha gula streck framtill på mellankroppen, men de saknas ofta. På sidorna av första tergiten finns ett framträdande hårband på varje sida. Arten blir 6 till 8 mm lång.

## Utbredning
På grund av den tidigare förvirringen beträffande artens taxonomi, är uppgifterna om dess utbredning mycket knapphändiga. IUCN anger ett utbredningsområde som sträcker sig från Centraleuropa söderöver till Italien och Grekland och österut till Ryssland, men de påpekar själva att uppgifterna är preliminära, och att det troliga utbredningsområdet omfattar hela västra Palearktis. I Storbritannien finns den i sydligaste England. I Sverige finns arten i hela landet utom Norrlands fjällvärld, men den är inte speciellt vanlig någonstans. I Finland har arten observerats från Åland och sydkusten norrut till Norra Österbotten och Norra Karelen, längs ostkusten ända upp till sydvästligaste Lappland.
Hedcitronbiet är inte hotat vare sig i Sverige eller Finland, utan klassificerat som livskraftigt i båda länderna.

## Ekologi
Habitatet utgörs av öppna biotoper, bland andra vägrenar, bangårdar, hedmarker, gärna med buskage eller spridda träd, samt i gles skog.
Arten är polylektisk, den flyger till blommande växter från många olika familjer. Honan samlar pollen från familjerna flockblommiga växter, korgblommiga växter, korsblommiga växter, klockväxter, ärtväxter, resedaväxter och rosväxter. Båda könen hämtar nektar från flockblommiga växter som björnloka, strätta och palsternacka, korgblommiga växter som maskrosor samt rosväxter som björnbärskomplexet och blodrot. Flygtiden varar mellan juni till augusti.
Larvbona kan förläggas i döda, fallna trädstammar, samt i grenar från döda örter och buskar som vass och björnbär.